# Ingo Schultz
Ingo Schultz, född den 26 juli 1975 är en tysk före detta friidrottare som tävlade på 400 meter. 
Schultz genombrott kom när han deltog vid VM 2001 i Edmonton och slutade på andra plats på tiden 44,87 slagen bara av Avard Moncur från Bahamas. Året efter deltog han vid EM i München där han blev mästare på 400 meter på tiden 45,14. 
Efter framgången hade Schultz svårt att lyckas vid internationella mästerskap. Vid såväl VM 2003 som vid Olympiska sommarspelen 2004 blev han utslagen i semifinalen.

## Personligt rekord
- 400 meter - 44,66